# جوزپه بچه
جوزپه بِچه (ایتالیایی: Giuseppe Becce؛ ۳ فوریهٔ ۱۸۷۷ – ۵ اکتبر ۱۹۷۳) موسیقی‌دان، آهنگساز و رهبر ارکستر اهل ایتالیا بود که بیشتر در سینمای آلمان فعالیت کرد و به آن غنا بخشید.
او آهنگسازی را از آرتور نیکیش و فروچو بوزونی آموخت و به فعالیت در زمینه سینما روی آورد و با کارگردانان نامداری چون فریتس لانگ، گئورگ ویلهلم پابست، فریدریش ویلهلم مورنائو، ارنست لوبیچ، لنی ریفنشتال، لوپو پیک، فریتس وندهاوزن و لوئیس ترنکر همکاری داشت. نخستین اثر او در این عرضه نوشتن موسیقی فیلمی دربارهٔ ریشارد واگنر بود که در سال ۱۹۱۳ ساخته شد.
از فیلم‌هایی که وی در آن‌ها نقش داشته‌است می‌توان به مرد درون آینه، پسر هانیبال، مطب دکتر کالیگاری، تحقیرشده‌ترین مرد، سرنوشت، متلاشی، هملت، تارتوف، دفیله، رسوایی اوا، خلسه، پیر گینت، مادام بوواری، شام دلقک، فرشته سپید و زنی در رود اشاره نمود.